# Thandwe
Thandwe är en kommun i Myanmar.   Den ligger i regionen Rakhinestaten, i den sydvästra delen av landet, 220 km sydväst om huvudstaden Naypyidaw. Antalet invånare är 123 145.